# Leirvík

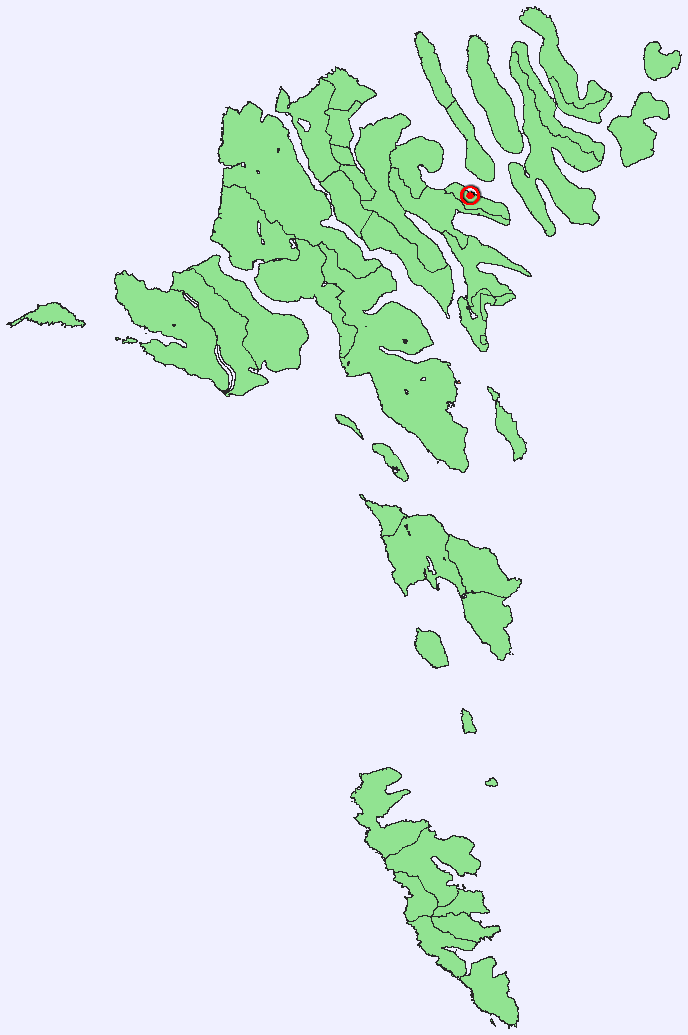
Lage von Leirvík auf den Färöern.

Leirvík oder Lorvík [ˈlɔɹvʊik] (dänischer Name: Lervig) ist ein Ort der Färöer am Leirvíksfjørður an der Ostküste der zweitgrößten Insel Eysturoy. Der Ort gehört zur färöischen Gemeinde Eysturkommuna. Im Jahr 2011 lebten in Leirvík 876 Menschen. Die Postleitzahl des Ortes lautet FO-520.

## Geschichte

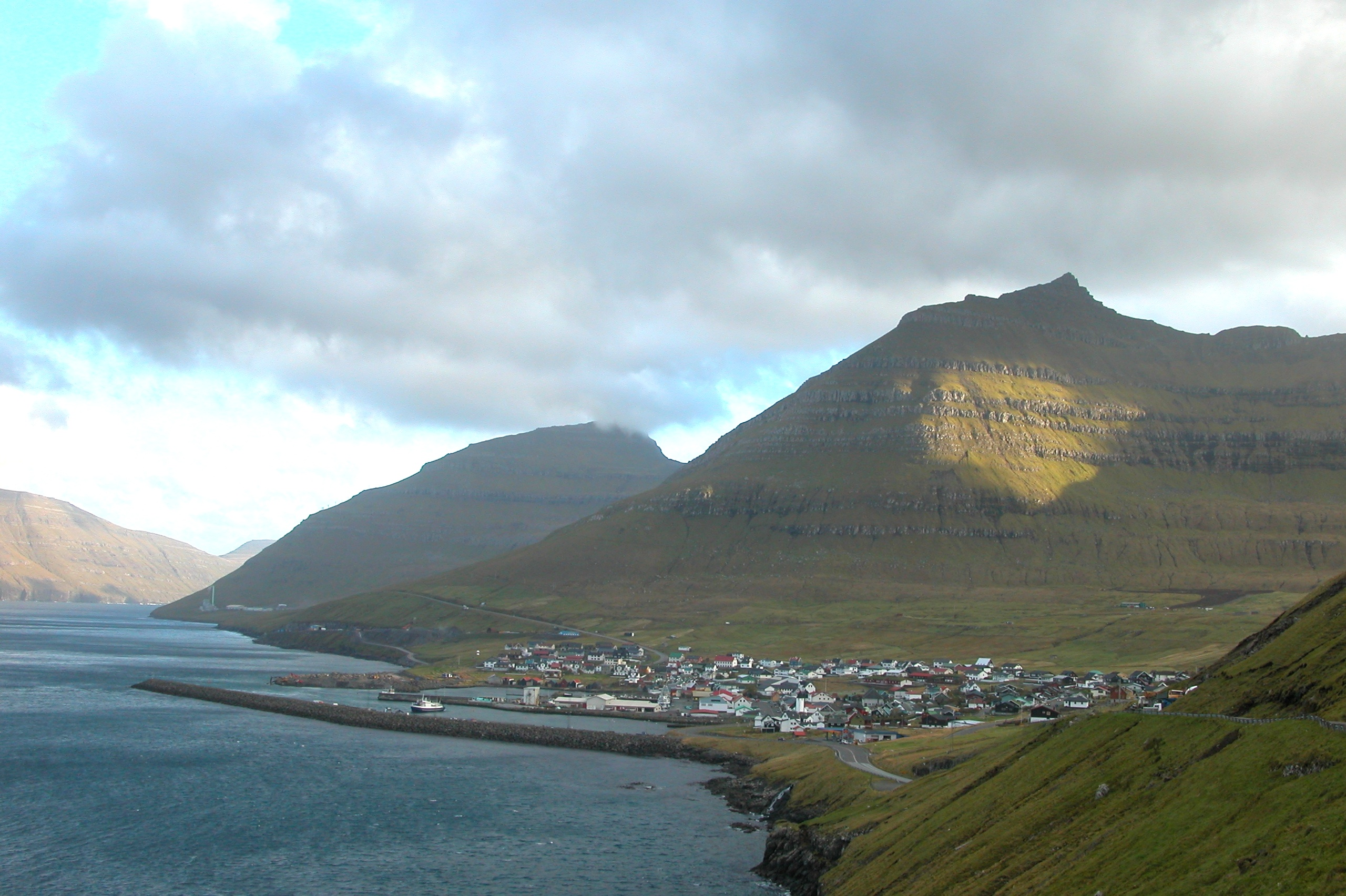
Leirvík mit Blick über den Leirvíksfjørður.

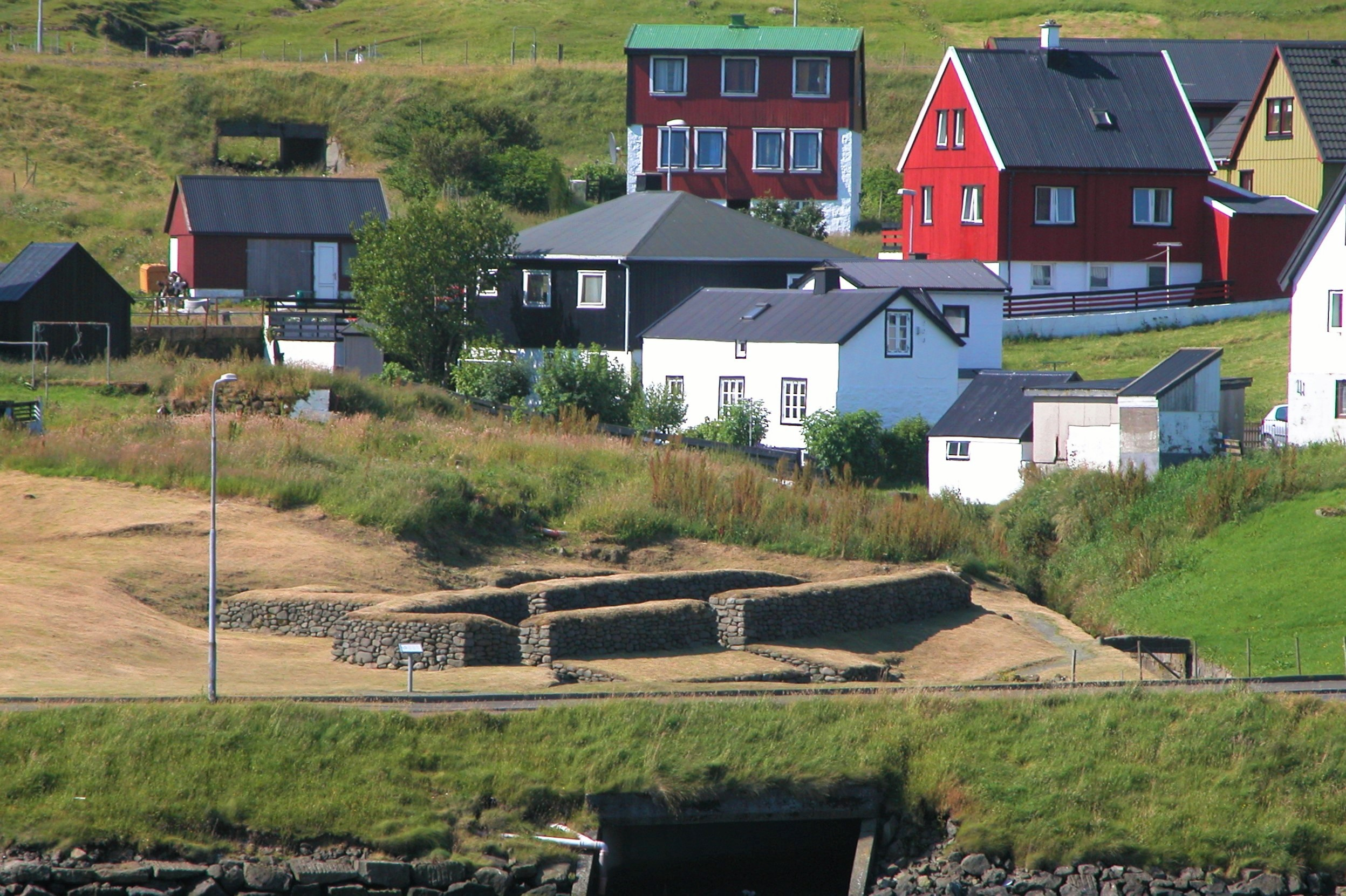
Ausgrabungen in Leirvík

Ausgrabungen im Ortsteil Toftanes belegen, dass dieser Ort seit dem 9. Jahrhundert von Wikingern besiedelt wurde. Grundmauern einer Wikingersiedlung sind dort noch vorhanden. Bei den Ausgrabungen gefundene Holzkreuze wurden auf den Zeitraum von 860 bis 970 n. Chr. datiert und stehen damit im Widerspruch zu der in schriftlichen Quellen überlieferten Bekehrung der Färöer zum Christentum.
Erstmals schriftlich erwähnt wird der Ort im zwischen 1350 und 1400 geschriebenen Hundebrief, der sich  zusammen mit einer Kopie des Schafsbriefes im Kongsbókin erhalten hat. Der Name Leirvík leitet sich von den altnordischen Wörtern leir für Lehm oder Ton sowie vík für eine Bucht her. Leirvík bedeutet demnach so viel wie „Lehmbucht“.
Es wird erzählt, dass 1349 alle Bewohner an der Pest starben.

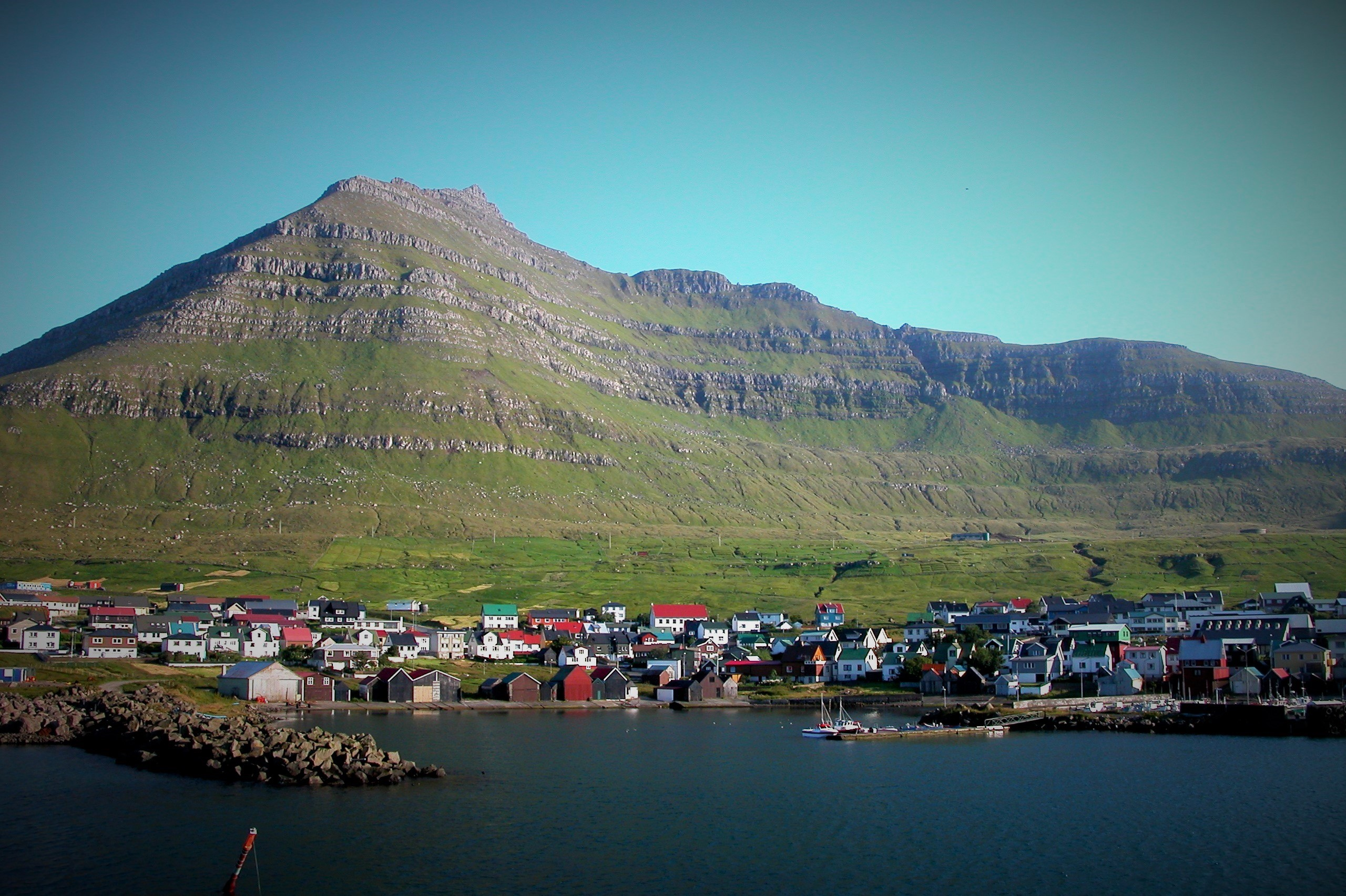
Der Ort vom Leirvíksfjørður aus betrachtet.

Nach der Reformation wurde im Jahr 1538 die bis dahin bestehende Kirche in Leirvík aufgegeben. Der Ort, der bis 1906 zu Fuglafjørður gehörte, erhielt erst in diesem Jahr wieder eine eigene Kirche.
Es wird weiterhin berichtet, dass Leirvík im Jahr 1725 von einem Schmugglerschiff besucht wurde und dass Männer aus dem Ort, die beim Wareneinkauf mit der Schiffsmannschaft in Kontakt gekommen waren, sich dabei mit den Pocken infiziert hatten. Da kurz nach dem Besuch eine Hochzeit im Dorf stattfand, wurde nahezu der gesamte Ort angesteckt und der größte Teil der Einwohnerschaft erlag anschließend der Krankheit. Der Ort wurde jedoch schnell wieder besiedelt, da der größte Teil des Bodens im Besitz des Königs war. Im Jahr 1801 lebten bereits wieder 85 Menschen im Ort.

### Leirvíks Páll
Der färöische Dichter Jens Christian Djurhuus (1773–1853) verfasste um die Wende vom 18. zum 19. Jahrhundert ein mittlerweile bekanntes 65-strophiges Lied, das über einen Páll aus Leirvík und dessen Erlebnisse auf einer Wanderung nach Velbastaður berichtet.

## Heutige Zeit

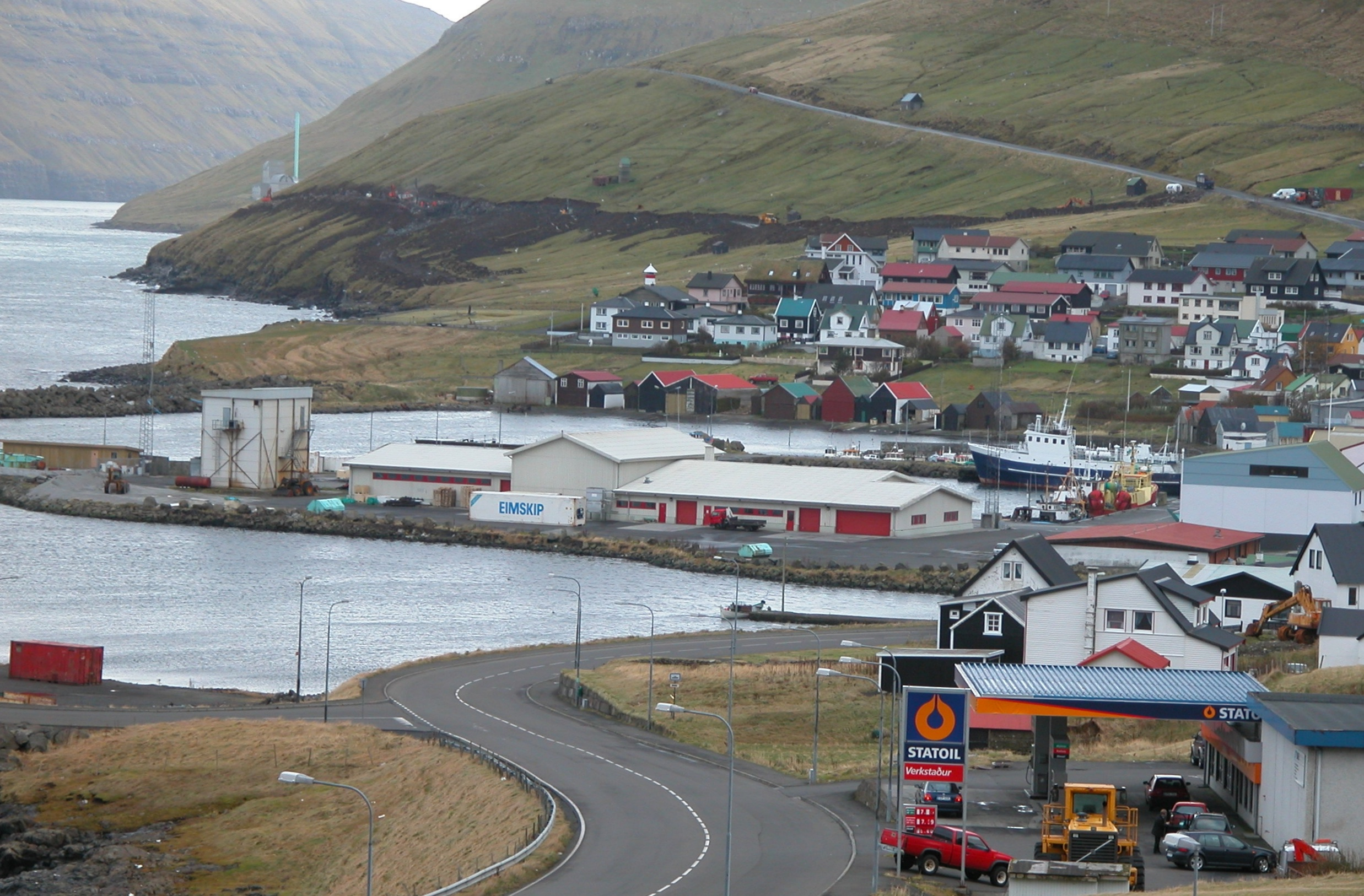
Leirvík mit Blick auf den Hafen.

Der Ort bildete nach der Abtrennung von Fuglafjørður Anfang des 20. Jahrhunderts die gleichnamige Kommune Leirvík, die nur aus diesem einen Ort bestand. In einer kommunalen Volksabstimmung wurde jedoch beschlossen, die ehemaligen Kommunen Leirvík und Gøta zusammenzulegen. Seit dem 1. Januar 2009 bilden sie daher gemeinsam die neue Kommune Eysturkommuna.
Leirvík ist Fischerei- und Werftstandort. Die Brauerei Föroya Bjór unterhält hier ein großes Depot. Früher war Leirvík auch wichtiger Fährhafen nach Klaksvík. Im Jahr 2003 wurde jedoch mit dem Bau des 6,3 km langen Norðoyatunnilin (Nordinselntunnel) nach Klaksvík begonnen, der seit seiner Inbetriebnahme im April 2006 den Fährverkehr zwischen Leirvík und Klaksvík ersetzt.
In den 1970er Jahren wurde unweit von Leirvík im  Gebiet Uppi á Brekkum ein kleiner Wald angelegt. Mit einer Größe von 0,76 ha gehört er zu den kleinsten Wäldern der Färöer.
In Leirvík befindet sich auch ein kleines Bootsmuseum, in dem alte Färöboote ausgestellt werden.
Einen Fußballverein gibt es ebenfalls vor Ort, den  LÍF Leirvík.

## Persönlichkeiten
- Hans Fróði Hansen (* 1975), Fußballer
- Høgni Lisberg (* 1982), Musiker
- Jákup Frederik Øregaard (1906–1980), Politiker